# Spencer (Indiana)
Spencer es un pueblo ubicado en el condado de Owen en el estado estadounidense de Indiana. En el Censo de 2010 tenía una población de 2217 habitantes y una densidad poblacional de 678,82 personas por km².

## Geografía
Spencer se encuentra ubicado en las coordenadas 39°17′10″N 86°46′10″O / 39.28611, -86.76944. Según la Oficina del Censo de los Estados Unidos, Spencer tiene una superficie total de 3.27 km², de la cual 3.27 km² corresponden a tierra firme y (0%) 0 km² es agua.

## Demografía
Según el censo de 2010, había 2217 personas residiendo en Spencer. La densidad de población era de 678,82 hab./km². De los 2217 habitantes, Spencer estaba compuesto por el 98.06% blancos, el 0.14% eran afroamericanos, el 0.23% eran amerindios, el 0.5% eran asiáticos, el 0% eran isleños del Pacífico, el 0.18% eran de otras razas y el 0.9% pertenecían a dos o más razas. Del total de la población el 2.12% eran hispanos o latinos de cualquier raza.